# Aminophenazon
Aminophenazon ist der Trivialname und Freiname (INN) einer chemischen Verbindung aus der Gruppe der Stickstoffheterocyclen, die eine Weiterentwicklung des Phenazons darstellt. Beides sind  synthetische Pyrazolon-Derivate, die wegen ihrer fiebersenkenden (antipyretischen) und schmerzdämpfenden (analgetischen) Wirkung bereits im 19. Jahrhundert in Arzneimitteln der Farbwerke Hoechst (unter den Handelsnamen Pyramidon bzw. Antipyrin) erfolgreich vermarktet wurden.
Im Unterschied zum Phenazon trägt Aminophenazon in 4-Position des Pyrazolon-Heterocyclus eine Dimethylamino-Gruppe (tertiäres Amin), weshalb es treffender auch Dimethylaminophenazon genannt wird.

## Geschichte
Friedrich Stolz und Ludwig Knorr gelten als Erfinder des Wirkstoffs Aminophenazon, der 1897 in dem  Medikament Pyramidon durch die Farbwerke vorm. Meister, Lucius & Brüning AG in Höchst am Main auf den Markt gebracht wurde.

## Gewinnung und Darstellung

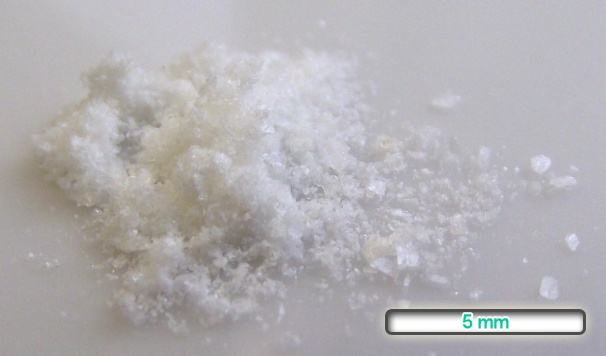
Kristallines Aminophenazon

Aminophenazon kann aus Phenazon durch Nitrosierung, anschließende Reduktion des 4-Nitrosophenazons und Eschweiler-Clarke-Methylierung gewonnen werden.

## Verwendung
Aminophenazon ist ein Pyrazolon (Pyrazolin-3-on) mit fiebersenkenden, entzündungshemmenden und analgetischen Eigenschaften. Es ist als Nichtopioid-Analgetikum eine Weiterentwicklung von Phenazon und dreimal stärker wirksam als dieses, jedoch mit dem Risiko einer Agranulozytose. Aminophenazon darf aufgrund des kanzerogenen Metaboliten Dimethylnitrosamin nur noch veterinär verwendet werden (in frühen Stadien des septischen Schockes bei Hund und Katze und in Kombination mit Phenylbutazon) und wird in Kombinationspräparaten seit 1977 durch Propyphenazon ersetzt.
Ein Atemtest mit 13C-markiertem Aminopyrin wurde zur nicht-invasiven Messung der Cytochrom P-450 Aktivität in der Leber verwendet.

## Pharmakokinetik

4-Acetylamino-3-methyl-1-phenylpyrazolon: Ein im Urin nachgewiesener Metabolit

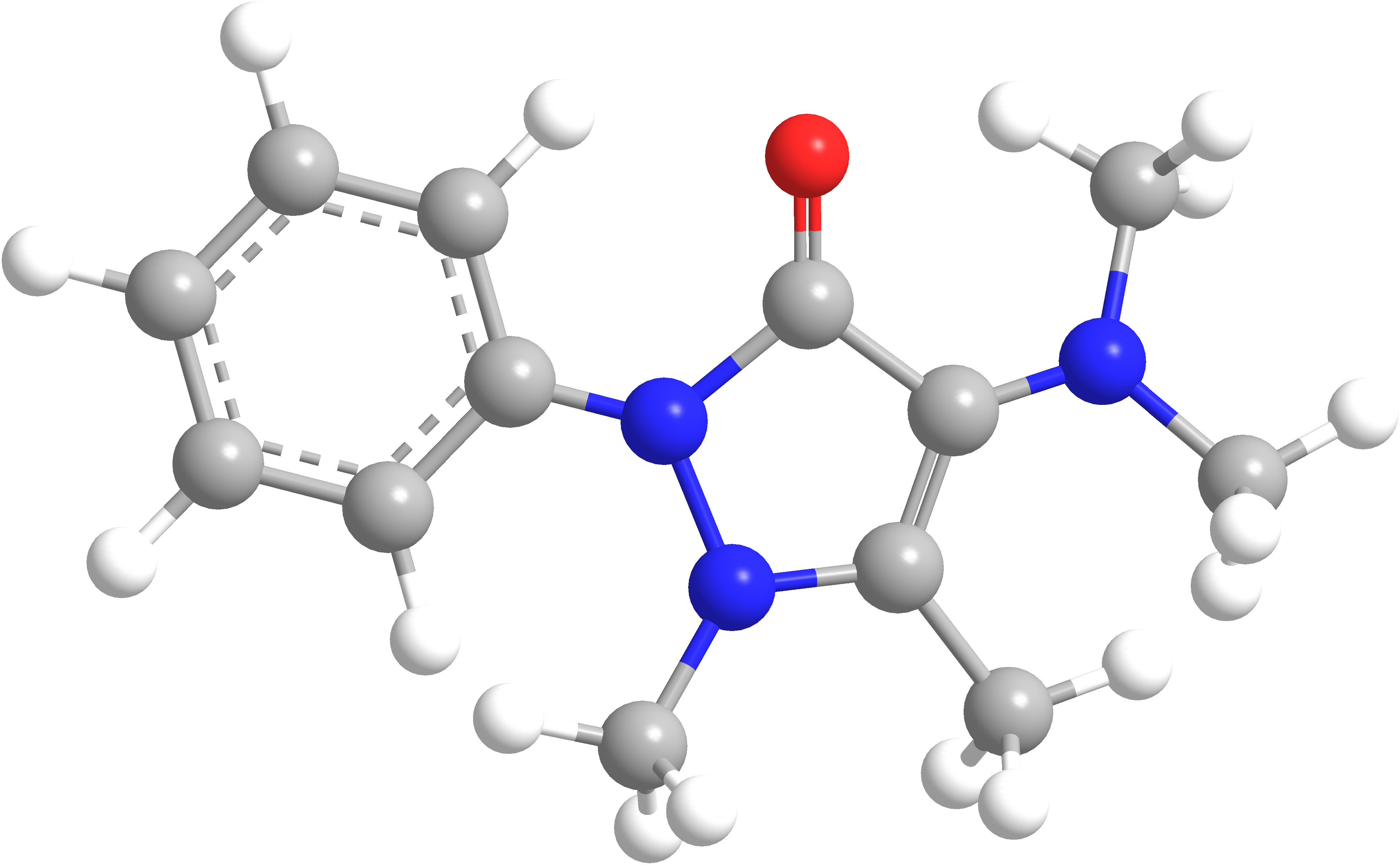
Aminophenazon enthält Stickstoff (N, blau) und Sauerstoff (O, rot)

Nach peroraler Gabe wird Aminophenazon rasch resorbiert. Es liegt eine geringe Plasmaproteinbindung vor. Bei Ratten konnte 30 Minuten nach der Gabe eine erhöhte Konzentration in der Nasenschleimhaut und in der Leber nachgewiesen werden.
Im Urin wurde 4-Acetylamino-3-methyl-1-phenylpyrazolon nachgewiesen. Das lässt auf eine oxidative N-Dealkylierung durch das MFO-System (Cytochrom P450-haltige Monooxygenasen oder mischfunktionelle Oxygenasen) in der Leber und anschließender Acetylierung der freien, primären Aminogruppe schließen. Ein analoger Mechanismus wird beim Metabolismus des strukturell sehr ähnlichen Metamizol-Metaboliten 4-Methylaminophenazon nach dessen Resorption beobachtet. Die Metabolisierungsgeschwindigkeit durch das Cytochrom P450-System ist bei Ratten tageszeitenabhängig. Renal kann Aminophenazon unverändert, glucuronidiert oder sulfatiert ausgeschieden werden; nach hohen Dosen kann Rubazonsäure im Harn auftreten, und dessen Rotfärbung bewirken.